# Међународно првенство Хобарта 2009 — појединачно
Мурила Хобарт интернашонал (енгл. Moorilla Hobart International) је један од професионалних ВТА тениских турнира, који се сваке године игра недељу дана пре првог гренд слем турнира, Отвореног првенства Аустралије.
Ове године одржава се шеснаести пут у Хобарту у Аустралији. Игра се на отвореним теренима Међународног тенис центра у Хобарту, са тврдом подлогом, од 11 до 16. јануара.
Турнир је Интернашонал категорије (раније IV категорија) са наградним фондом од 220.000 долара. Учествују 32 такмичарке из 20 земаља.
Победница турнира је чешка тенисерка Петра Квитова која је у финалу победила воју земљакињу Ивету Бенешову са 2:0 (7:5, 6:1). Овом победом Квитова је освојила своју прву ВТА титулу у појединачној конкуренцији.

## Списак носилаца
| #  | Име                             | Резултат успешности | Резултат успешности               |
| -- | ------------------------------- | ------------------- | --------------------------------- |
| 1. | Флавија Пенета Италија (13)     | осмина финала       | Магдалена Рибарикова Словачка     |
| 2. | Пати Шнидер Швајцарска (14)     | 1 коло              | Цветана Пиронкова Бугарска        |
| 3. | Ана Чакветадзе Русија (18)      | 1. коло             | Карла Суарез Наваро Шпанија       |
| 4. | Ђе Ђенг Кина (24)               | осмина финала       | Жисела Дулко Аргентина            |
| 5. | Агнеш Савај Мађарска (25)       | 1. коло             | Ен Киотавонг Уједињено Краљевство |
| 6. | Александра Вознијак Канада (33) | 1. коло             | Уршула Радвањска Пољска (КВ)      |
| 7. | Аљона Бондаренко Украјина (34)  | осмина финала       | Петра Квитова Чешка               |
| 8. | Тамарин Танасугарн Тајланд (35) | 1. коло             | Ивета Бенешова Чешка              |

Број у загради иза имена је место на ВТА листи пре почетка турнира

## Прво коло
| бр. меча | 1. тенисерка                   | Резултат         | 2. тенисерка                      |
| -------- | ------------------------------ | ---------------- | --------------------------------- |
| 1.       | Флавија Пенета Италија (1)     | 6:2, 7:6(5)      | Шахар Пер Израел                  |
| 2.       | Катарина Бондаренко Украјина   | 6:4, 6:7(6), 1:6 | Магдалена Рибарикова Словачка     |
| 3.       | Мелинда Цинк Мађарска (КВ)     | 6:2, 1:6, 7:5    | Татјана Грбин Италија             |
| 4.       | Уршула Радвањска Пољска (КВ)   | 3:6, 7:6(3), 7:5 | Александра Вознијак Канада (6)    |
| 5.       | Ђе Ђенг Кина (4)               | 6:1, 4:6, 6:1    | Марина Ераковић Нови Зеланд       |
| 6.       | Стефани Вогел Швајцарска (КВ)  | 2:6, 3:6         | Жисела Дулко Аргентина            |
| 7.       | Мара Сантанђело Италија        | 6:1, 6:1         | Никол Вајдишова Чешка             |
| 8.       | Ивета Бенешова Чешка           | 7:5, 7:5         | Тамарин Танасугарн Тајланд (8)    |
| 9.       | Аљона Бондаренко Украјина (7)  | 6:4, 2:6, 6:2    | Моника Никулеску Румунија         |
| 10.      | Сели Пирс Аустралија (ВК)      | 0:6, 0:6         | Петра Квитова Чешка               |
| 11.      | Анастасија Пављученкова Русија | 6:3, 6:1         | Оливија Роговска Аустралија (ВК)  |
| 12.      | Карла Суарез Наваро Шпанија    | 7:6(5), 1:6, 7:5 | Ана Чакветадзе Русија (3)         |
| 13.      | Агнеш Савај Мађарска (5)       | 3:6, 5:7         | Ен Киотавонг Уједињено Краљевство |
| 14.      | Виржини Разано Француска       | 6:1, 6:2         | Елена Марија Камерин Италија (КВ) |
| 15.      | Џесика Мур Аустралија (ВК)     | 0:6, 3:6         | Олга Говорцова Белорусија         |
| 16.      | Цветана Пиронкова Бугарска     | 6:2, 6:4         | Пати Шнидер Швајцарска (2)        |

Број у загради иза имена је број носиоца,
КВ - из квалификација
ВК - Вајлд кард
ЛЛ - Лаки лузер

## Осмина финала
| бр. меча | 1. тенисерка                   | Резултат      | 2. тенисерка                      |
| -------- | ------------------------------ | ------------- | --------------------------------- |
| 1.       | Флавија Пенета Италија (1)     | 5:7, 3:6      | Магдалена Рибарикова Словачка     |
| 2.       | Мелинда Цинк Мађарска (КВ)     | 4:2 предаја   | Уршула Радвањска Пољска (КВ)      |
| 3.       | Ђе Ђенг Кина (4)               | 3:6, 3:6      | Жисела Дулко Аргентина            |
| 4.       | Мара Сантанђело Италија        | 3:6, 1:6      | Ивета Бенешова Чешка              |
| 5.       | Аљона Бондаренко Украјина (7)  | 2:6, 1:6      | Петра Квитова Чешка               |
| 6.       | Анастасија Пављученкова Русија | 6:4, 6:1      | Карла Суарез Наваро Шпанија       |
| 7.       | Виржини Разано Француска       | 4:6, 6:0, 7:5 | Ен Киотавонг Уједињено Краљевство |
| 8.       | Олга Говорцова Белорусија      |               | Цветана Пиронкова Бугарска        |

## Четвртфинале
| бр. меча | 1. тенисерка                  | Резултат         | 2. тенисерка                   |
| -------- | ----------------------------- | ---------------- | ------------------------------ |
| 1.       | Магдалена Рибарикова Словачка | 6:0, 1:6, 7:6(7) | Мелинда Цинк Мађарска (КВ)     |
| 2.       | Жисела Дулко Аргентина        | 4:6, 4:6         | Ивета Бенешова Чешка           |
| 3.       | Петра Квитова Чешка           | 1:6, 7:5, 6:3    | Анастасија Пављученкова Русија |
| 4.       | Виржини Разано Француска      | 6:4, 6:1         | Цветана Пиронкова Бугарска     |

## Полуфинале
| бр. меча | 1. тенисерка                  | Резултат | 2. тенисерка             |
| -------- | ----------------------------- | -------- | ------------------------ |
| 1.       | Магдалена Рибарикова Словачка | 1:6, 3:6 | Ивета Бенешова Чешка     |
| 2.       | Петра Квитова Чешка           | 6:4, 6:2 | Виржини Разано Француска |

## Финале
| бр. меча | 1. тенисерка         | Резултат | 2. тенисерка        |
| -------- | -------------------- | -------- | ------------------- |
| 1.       | Ивета Бенешова Чешка | 5:7, 1:6 | Петра Квитова Чешка |